# NeoQuartet
NeoQuartet – polski zespół wykonujący współczesną muzykę poważną. Kwartet stanowią absolwenci akademii muzycznych w Gdańsku, Warszawie i Lucernie.

## Skład osobowy[1]
- Karolina Piątkowska-Nowicka – I skrzypce
- Paweł Kapica – II skrzypce
- Michał Markiewicz – altówka
- Krzysztof Pawłowski – wiolonczela

## Historia
Grupa zawiązała się w Gdańsku w 2006, wykonując kompozycje muzyki poważnej z przełomu wieków XX i XXI. W styczniu 2011 nakładem wydawnictwa Dux ukazał się album debiutancki zespołu pod tytułem imiennym, z kompozycjami twórców takich jak: Guus Janssen, Toshio Hosokawa, Peter Machajdík, Aleksander Lasoń, Marek Czerniewicz i Agnieszka Stulgińska. W 2012 zespół został wyróżniony nominacjami do kilku ważnych nagród: Fonograficzny Debiut Roku – Fryderyki 2012, Sztorm Roku 2011, nominacja do Pomorskiej Nagrody Artystycznej w kategorii „Nadzieja”.
NeoQuartet jest laureatem Pomorskiej Nagrody Artystycznej za 2018. Był również nominowany do szeregu innych nagród (Sztorm Roku, Fryderyki).  Zespół ma na koncie dziesięć płyt CD wydanych dla polskich, niemieckich, greckich i amerykańskich wytwórni. W 2017 NeoQuartet poszerzył swoje instrumentarium o elektryczne instrumenty smyczkowe midi, syntezatory oraz loopery (Neo Electric Quartet). W 2020 Neo Electric Quartet został wybrany do Club Showcase podczas prestiżowych i największych na świecie targów muzyki klasycznej Classical:NEXT w Rotterdamie..
NeoQuartet jest organizatorem własnego festiwalu NeoArte – Syntezator Sztuki, którego pierwsza edycja odbyła się w październiku 2012.
Podstawowe instrumentarium Neo Electric Quartet:
- elektryczne instrumenty smyczkowe MIDI, zrobione na zamówienie przez artystę lutnika Sławomira Gańca
- syntezatory gitarowe Roland GR55
- syntezatory gitarowe Boss SY - 300
- Loop Station Boss RC-300
- wzmacniacze akustyczne AER COMPACT 60 III

## Dyskografia

### Albumy autorskie
- 2019: Łukasz Długosz & NeoQuartet (Dux)
- 2014: NeoQuartet. Kościów (Dux)
- 2010: NeoQuartet (Dux)

### Albumy inne
- 2019 Marzena Majcher, Chemistry of Love, Opus Series
- 2016: Neo Temporis  Group, Dialog bez granic (Requiem Records)
- 2015: Joanna Bruzdowicz, Lella - Oratorio Profane (Acte Prealable)
- 2014: Joanna Bruzdowicz, String Quartet No. 1 LA VITA. FROM THE FEVER WORLD. WORLD. (Acte Prealable)
- 2014: Glossolalia. NeoQuartet plays music of Dosia McKay (Gavia Music)
- 2008: Vivat Academia (60 lat Akademii Muzycznej im. S. Moniuszki w Gdańsku) (Akademia Muzyczna im. S. Moniuszki w Gdańsku)
- 2008: Młodzi kompozytorzy w hołdzie Fryderykowi Chopinowi (Dux)